# جولیا چیمبرز
جولیا چیمبرز (انگلیسی: Julia Chambers؛ زادهٔ ۲۷ فوریه ۱۹۵۶) یک هنرپیشه تلویزیونی اهل بریتانیا است. او فارغ‌التخصیل «مدرسه واربلینگتون» در هاوانت است.

## آثار تلویزیونی
- کارآگاه ویکلیف (۱۹۹۵)
- پوآرو (۱۹۸۹)
- بو ژست (۱۹۸۲)
- غرور و تعصب (۱۹۸۲)
- شووسترینگ (۱۹۸۰)
- کارآگاه کریب (۱۹۸۰)
- خانوادهٔ مالنز (۱۹۷۹)